# 宇文莫那
宇文莫那（?—?），宇文普回之子。根据《周书》的记载，宇文莫那率领宇文部鮮卑自阴山南迁至辽西，和慕容部、段部共同在辽西角逐，并和拓跋部结成姻亲。被后来南北朝的北周尊为献侯，并奉为始祖。